# دیوید فیرث
دیوید فیرث (به انگلیسی: David Firth) (زاده ۲۳ ژانویهٔ ۱۹۸۳) بازیگر انگلیسی است.
از فیلم‌های معروف او می‌توان به بازی در فیلم در معرض خشم اشاره کرد.